# 英勇讚曲
《英勇讚曲》（英語：Soorarai Pottru）是一部2020年印度泰米爾語劇情片，由蘇達·康加拉執導並與夏里妮·烏莎·奈爾（Shalini Usha Nair）共同編劇。本片由2D娛樂的蘇芮亞與喬蒂卡以及錫克亞娛樂的葛妮·蒙卡共同製作，主演陣容包括蘇芮亞、阿帕娜·巴拉木拉里及帕萊什·拉瓦爾，莫漢·巴布、烏沃瓦什和凱納斯則擔任配角。本片靈感源自印度廉價航空公司德干航空創辦人G·R·戈皮納特的人生故事，正如他在回憶錄《只想飛翔：德干奧德賽》（Simply Fly: A Deccan Odyssey）中的描述。
本項目於2018年中期宣布，暫定名稱為《蘇芮亞38》（Suriya 38），正式片名於2019年4月公布；主要拍攝工作始於同月，9月結束，拍攝地點包括馬杜賴、清奈和赖格尔。G·V·普拉卡什·庫馬譜寫了本片的配樂，尼基斯·波米萊迪擔任攝影指導，薩迪什·蘇利亞負責剪輯。
《英勇讚曲》的院線發行受到後製延遲及COVID-19疫情的影響而取消；改於2020年11月12日排燈節前夕透過Amazon Prime Video串流發行。本片發行後獲得好評，並被選為第78屆金球獎最佳外語片類別的十部印度電影之一，也入圍上海國際影展全景單元（Panorama Section）。《英勇讚曲》在第68屆印度國家電影獎上贏得五項大獎：最佳故事片、最佳男主角（蘇芮亞）、最佳女主角（阿帕娜）、最佳劇本（蘇達和奈爾）及最佳配樂（普拉卡什·庫馬）。由蘇達再次執導的印地語翻拍片《飞天之梦》於2024年上映。

## 劇情
奈杜瑪拉·「瑪拉」·拉詹甘是前印度空軍飛行員，夢想創辦一家廉價航空公司，並崇拜白手起家的捷思航空（Jaz Airlines）老闆巴里什·戈斯華米。「邦米」孫黛莉是個熱情的女孩，打算開一間自己的烘培坊，與家人在一日拜訪了瑪拉，以物色瑪拉作為其伴侶。瑪拉被邦米的性格所打動，願意娶她。瑪拉告訴她，自己從小叛逆，與父親的關係緊張且充滿爭議。瑪拉加入了印度空軍且表現出色，但因性格叛逆，經常受到上司奈都先生的「關照」。當父親臨終時，瑪拉試圖預訂回家的航班，但沒有足夠的錢，即使嘗試向機場的幾名旅客借錢，但沒人願意伸出援手。當他只能選擇長途搭車時，發現父親已經去世，來不及見最後一面。這段經歷激發了瑪拉創辦廉價航空公司的野心。但邦米拒絕了他，稱自己與瑪拉已嫁給了各自的野心。
瑪拉為了夢想而拜訪奈都，請求退伍軍人貸款，但遭拒絕。瑪拉故意與巴里什乘坐同一班航班，得以向對方建議共同創辦一家廉價航空公司。巴里什卻認為窮人不應該與富人一起搭機，並羞辱了瑪拉。一家創投公司的負責人普拉卡什·巴布無意中聽到了瑪拉與巴里什的談話，讓瑪拉向公司董事會解釋其商業計畫。與此同時，瑪拉和邦米開始頻繁地見面並最終結婚。瑪拉計劃從PlaneAm租賃波音飛機，PlaneAm已同意以低價出租給他。在資金獲得批准後，瑪拉試圖與民航總局（DGCA）官員會面以獲取許可證，但被無視。隨後，瑪拉會見了印度總統，請求協助取得許可證。
巴里什得知瑪拉的計畫後感到惱火，而利用自己的權力通過了一項法律，要求波音公司提交在印度領空飛行的航空公司藍圖。PlaneAm取消租賃並要求繳納罰金。瑪拉請普拉卡什借錢給他罰款，但遭拒絕。普拉卡什透露，巴里什其實是自己公司的合夥人，與巴里什合謀擊落瑪拉，而捷思航空已收購了PlaneAm原租給瑪拉的飛機。憤怒的瑪拉衝進巴里什的辦公室，但被警衛攔住。失利的瑪拉變得脾氣暴躁，與邦米爭吵，但最後道歉。瑪拉想到可利用較小的飛機，並與渦輪螺旋槳飛機製造商達成協議，將貨機改成客機使用。巴里什擔心瑪拉可能會影響自己的生意，決定親自處理這件事。同時，瑪拉老家的全村都盡其所能地捐款幫助他。瑪拉計劃利用巴里什廢棄的小機場來營運，並將自己公司命名為德干航空，在火車站和加油站出售機票。退役空軍飛行員被他聘用來駕駛飛機，邦米則負責機上的餐飲服務。
飛機交付當天，巴里什利用自己的影響力限制飛機在清奈降落，迫使飛機因燃油不足迫降在塔姆巴拉姆空軍基地。奈都傳喚瑪拉解釋緊急降落的原因，並僅以罰款讓他離開。德干航空的首航也遭遇不順；因螺旋槳起火而被迫中止起飛。巴里什賄賂機長以對飛機動手腳，機長在調查小組面前承認了自己的錯誤。著名商人維馬爾·巴萊亞提出收購德干航空，但瑪拉拒絕。巴里什開始抹黑德干航空，但瑪拉向外界保證，自家航班實惠且安全。但在正式營運開始當天，瑪拉等不到乘客辦理登機手續。當瑪拉正要放棄時，被告知因程式出錯導致瑪拉身處的這趟航班的機票都被取消，而所有其他航班都已被預訂完畢。瑪拉眼裡含著幸福的淚水，看著其他航班降落，老家的村民下飛機與他相見，其中包括瑪拉的母親。巴里什致電瑪拉以提出合作；瑪拉果斷拒絕，並聲稱農民成功搭上了飛機，今後都能繼續如此，巴里什不再獨佔天空。
在片尾字幕中，印度民航部長將巴里什傳喚到德里，譴責對方破壞德干航空的首航，並威脅關閉捷思航空。在洗手間裡，巴里什因感到焦慮而試圖吃藥，一名清潔工幫忙撿起掉到地板的藥丸，才讓巴里什對低收入群體產生了尊重。

## 演員
演員名單來自片尾字幕：
- 蘇芮亞飾演奈杜瑪拉·「瑪拉」·拉詹甘（Nedumaaran "Maara" Rajangam）
- 阿帕娜·巴拉木拉里（英语：Aparna Balamurali）飾演孫黛莉·「邦米」·奈杜瑪拉（Sundari "Bommi" Nedumaaran）
- 帕萊什·拉瓦爾（英语：Paresh Rawal）飾演巴里什·戈斯華米（Paresh Goswami）
- 莫漢·巴布（英语：Mohan Babu）飾演M·巴克塔瓦查拉姆·奈都（M. Bhaktavatsalam Naidu）
- 烏沃瓦什（英语：Urvashi (actress)）飾演佩吉·拉詹甘（Pechi Rajangam）
- 普·瑞木（英语：Poo Ramu）飾演拉詹甘（Rajangam）
- 凱納斯（英语：Karunas）飾演阿拉帕萊（Alapparai）
- 克里希納庫瑪（英语：Krishnakumar Balasubramanian）飾演柴塔尼亞·「蔡」·饒（Chaitanya "Che" Rao）
- 維維克·普拉桑納（英语：Vivek Prasanna）飾演塞巴斯蒂安（Sebastian）
- 卡利·文卡塔（英语：Kaali Venkat）飾演卡利（Kaali）
- 維諾迪尼·維迪亞納坦（英语：Vinodhini Vaidyanathan）飾演琪泰拉·拉馬斯華米（Chitra Ramaswamy）
- 普拉卡什·貝拉瓦迪（英语：Prakash Belawadi）飾演普拉卡什·巴布（Prakash Babu）
- 阿丘特·庫馬爾（英语：Achyuth Kumar）飾演阿南塔·納拉亞南（Anantha Narayanan）
- 丹·達諾亞（英语：Dan Dhanoa）飾演維馬爾·巴萊亞（Vimal Balaiyya）
- R·S·希瓦吉（英语：R. S. Shivaji）飾演阿南塔·納拉亞南的助理
- 拉馬錢德蘭·杜雷拉傑（英语：Ramachandran Durairaj）飾演阿里烏（Arivu）
- G·格納森巴姆丹（英语：G. Gnanasambandan）飾演欽納斯瓦米（Chinnaswamy）
- 烏杜馬萊·卡拉姆（Udumalai Kalam）飾演印度總統
- 森希爾·庫馬爾（英语：Senthil Kumar）飾演他自己（未掛名）[3]

## 製作

### 發展

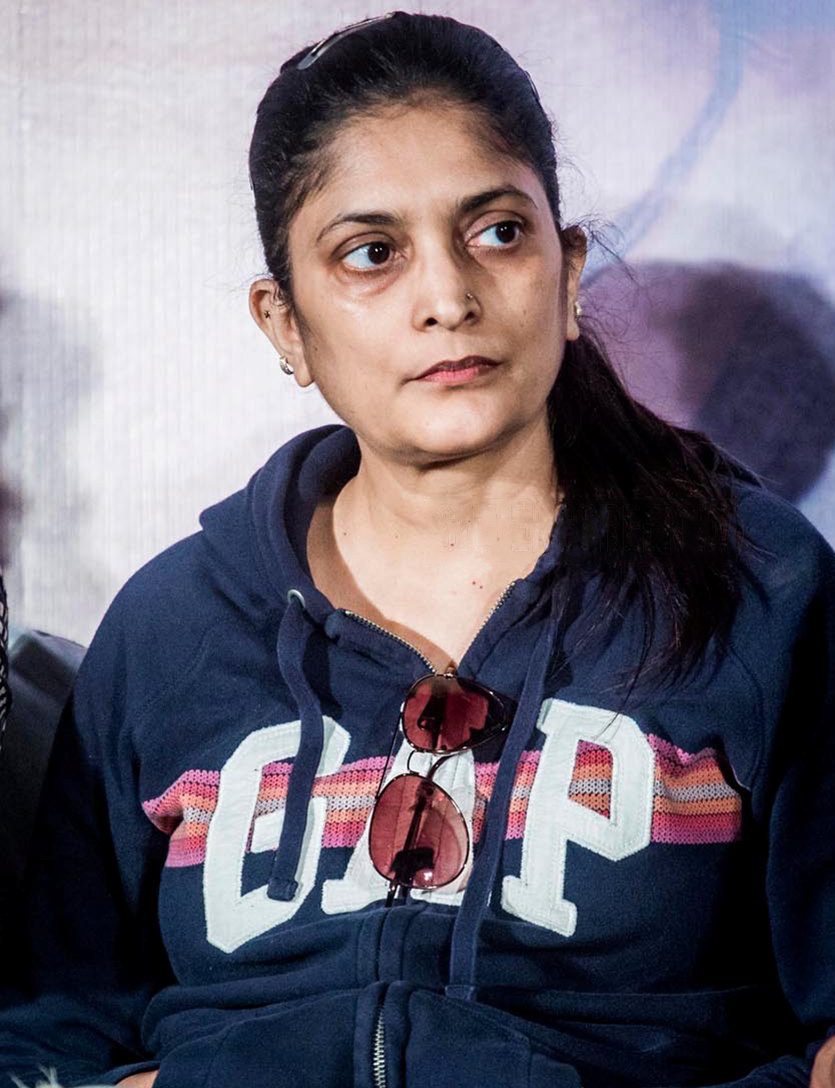
本片的導演蘇達·康加拉

2009年末，蘇達·康加拉根據德干航空創辦人兼企業家G·R·戈皮納特的回憶錄《只想飛翔：德干奧德賽》（Simply Fly: A Deccan Odyssey）構思了一部電影。她對該主題進行了十多年的大量研究。蘇達在《拳擊少女和爆瘋大叔》（2016年）發行後遇見了蘇芮亞，並向對方朗讀了半完成的劇本；蘇芮亞印象深刻，兩人在完成各自的手頭上的項目後開始了本片的工作。蘇芮亞選擇製作本片是因為希望沒有人干涉預算或改變任何橋段。錫克亞娛樂的葛妮·蒙卡也同意參與製作，成為該公司的第一部泰米爾語電影作品。
本項目於2018年4月正式公布，暫定名稱為《蘇芮亞38》（Suriya 38）。電影的前期製作工作始於2018年6月。尼基斯·波米萊迪擔任攝影指導，薩迪什·蘇利亞任職剪輯師，傑基則擔任美術指導。蘇達證實本片並非戈皮納特的傳記片，而是受到他人生事件的啟發。蘇達為將真實事件融入電影而改寫了手稿和劇本。2019年4月13日，正式片名《英勇讚曲》（Soorarai Pottru）以海報形式揭曉，以蘇布拉馬尼亞·巴拉蒂一首詩中的一句來命名。

### 選角
蘇芮亞飾演奈杜瑪拉·「瑪拉」·拉詹甘（Nedumaaran "Maara" Rajangam），在片中是有著廣大理想的馬杜賴人，大致改編自G·R·戈皮納特的人生經歷。他稱該角「易怒，但知道如何與妻子、朋友和其他人相處……即使在生氣時，他也能想到為什麼某些人會從不同的角度看待問題」。蘇達在拍攝前既定了這些元素，以使表演看起來一致。蘇芮亞很少為角色改變體態；他為了角色年輕時期的結實體格而減重了近20公斤。
阿帕娜·巴拉木拉里簽約擔任女主角。她的角色孫黛莉（Sundari）是以戈皮納特之妻巴爾加維（Bhargavi）為原型。阿帕娜也為本片學習了馬杜賴方言。2019年6月，托萊塢演員莫漢·巴布簽約演出。當他接洽時，立即接受了自己在片中的角色，並親自配音。《英勇讚曲》也是阿朱南的兒子伊蘭（Ilan）與女兒伊亞（Iyal）的演藝處女作。
寶萊塢演員帕萊什·拉瓦爾飾演反派巴里什·戈斯華米（Paresh Goswami），成為他的泰米爾電影首作。巴里什一角以捷特航空CEO納雷什·戈亞爾為原型。丹·達諾亞出演了小角色維馬爾·巴萊亞（Vimal Balaiyya），該角的靈感源自印度商人維傑·馬爾雅。演員謝赫·邁丁（Sheik Maideen）與印度前總統阿卜杜尔·卡拉姆長得很像，所以在片中飾演受卡拉姆啟發的印度總統；他在本片掛名為「烏杜馬萊·卡拉姆」（Udumalai Kalam）。邁丁的聲音由納文·穆拉利達爾（Naveen Muralidhar）配音。馬德哈萬擔任了電影片尾的旁白。

### 拍攝
電影的主要拍攝始於2019年4月7日。第一拍攝計畫2019年4月16日在泰米爾納德邦完成。2019年4月23日，第二拍攝行程表在昌迪加爾展開，並於6月6日結束。電影在專門打造的場景拍攝，包含由傑基設計的機艙及飛機外部。攝影指導尼基斯·波米萊迪表示，片中的大部分內容是在封閉的室內拍攝，所以劇組在主要拍攝過程中使用手持攝影機。
第三拍攝行程於2019年6月14日開始，拍攝莫漢·巴布和帕萊什·拉瓦爾的戲份。拉瓦爾的戲份在接下來的一個月中完成。同樣在7月，劇組前往海德拉巴拍攝主線鏡頭。劇組於8月進行了為期一個月的拍攝，此期間一些重要鏡頭取自馬杜賴及週邊地點。這趟行程象徵著蘇芮亞繼《先祖之子》（2003）之後重返馬杜賴拍片。此期間，蘇芮亞組織了一次與粉絲見面會，其中約800名粉絲在拍攝期間見到了他。隨後返回清奈，並在清奈國際機場附近的地方建造了一座建築物，以隱藏跑道。
除一些小場面外，本片的殺青於2019年9月27日。拍攝結束後，蘇芮亞向劇組成員贈送了金幣。劇組在展開拼湊拍攝的行程後，不得不租用一架真正的飛機；製片人為此每天支付了470萬盧比的租金。整部片在60個工作天內完成。

### 後期製作
電影的後期製作在拍攝結束後不久展開，但在3月因COVID-19疫情而一度暫停。在泰米爾納德邦政府授予許可後，後製團隊於2020年5月恢復工作，前提是成員遵守COVID-19規範。6月初，中央電影認證委員會授予無剪輯的本片「U證書」。審查委員會報告於8月發布；電影的最終長度為153分鐘，片中的暴力言語已被靜音。之後又被縮短至149分鐘。電影的刪減片段於2021年2月19日由製片公司透過YouTube釋出，恰逢電影上映的第100天。

## 音樂
G·V·普拉卡什·庫馬負責譜寫本片的配樂和歌曲；2019年4月，電影開拍前，普拉卡什·庫馬與泰庫丹大橋樂團合作錄製了一首歌曲，作為電影中的搖滾歌曲。歌手黛、森迪爾·甘尼許和內在靈魂樂團主唱哈里什·西瓦拉馬克里希南也為該專輯做出了貢獻。普拉卡什·庫馬於2019年10月譜寫了電影的背景音樂。接下來的一個月，普拉卡什·庫馬宣布蘇芮亞將演唱電影主題音樂的饒舌版本——〈瑪拉主題曲〉（Maara Theme）。該歌曲於2020年1月24日發表。原聲專輯2020年7月24日由索尼音樂印度發行。

## 發行

### 串流媒體
《英勇讚曲》原定2020年年中在院線上映，但因後製工作懸而未決且受COVID-19疫情影響而推遲。同年5月1日，蘇芮亞在社群媒體上表示，本片將計劃在院線上映。2020年8月22日，逢象神節，蘇芮亞宣布本片2020年10月30日將在Amazon Prime Video上採串流發行，院線發行計畫被取消。他表示，自家製片公司2D娛樂還有八到十個項目需要製作，受到疫情影響而面臨財務困難，所以做出此決定；更補充，自己是以製片人而非演員的身分做決定，加上必須保護旗下案子及劇組人員。蘇芮亞在接受《赫芬頓郵報》採訪時稱：「我選擇了OTT路線，所以能夠維持那些案子人員的所有家庭，我現在所看到的是這張支票拯救了這些家庭。」
直接串流發行的公告讓許多想要在影院觀看《英勇讚曲》的蘇芮亞粉絲感到失望，要求他重新考慮此決定。蘇芮亞在同一串流媒體上發行電影《公主降临》（2020年）時也面臨類似的爭議；《公主降临》成為疫情期間第一部以數位方式發行的泰米爾語電影，蘇芮亞的決定遭到了戲院老闆及放映商的反對。導演哈利寫信給蘇芮亞，要求他重新考慮以數位方式發行電影的決定，而巴拉蒂拉賈則為蘇芮亞辯護並支持此決定，稱這是針對當前情況的正確舉措。2D娛樂的執行製片人拉伊塞卡·潘迪安（Rajasekar Pandian）表示，本片將在200個國家透過串流媒體首映。蘇芮亞進一步宣布，將從電影利潤中拿出5000萬盧比捐贈給電影業工作者，還有為控制疫情做出必要努力的一線人員。
電影上映前一週，即2020年10月21日，蘇芮亞宣布，因未能及時獲得印度空軍的無異議證書（NOC），本片再次延期。製片方宣布新的上映日為2020年11月12日，即排燈節前夕。《英勇讚曲》以泰米爾語、泰盧固語、馬拉雅拉姆語和卡納達語發布；泰盧固語版本的標題為《天空即邊疆》（Aakasam Nee Haddhu Ra），薩蒂亞德夫為蘇芮亞的角色配音。名為《飛天》（Udaan）的印地語配音版於2021年4月4日推出。

### 行銷
作為本片宣傳策略的一部分，製片公司宣布將與印度廉價航空公司香料航空合作，該航空公司的董事長阿傑·辛格於2020年2月13日推出了宣傳電影的波音737飛機，機上貼有《英勇讚曲》的海報。《英勇讚曲》的幕後製作紀錄片於2020年4月14日泰米爾新年發布。
在電影上映之前，片方在盡可能高的高度發射了一顆貼著特殊海報的巨大高空氣球。該海報在海拔一萬公尺的地方發射，上頭有著超過一萬名粉絲的簽名，這項史無前例的促銷活動在社群媒體平台及網路上瘋傳。電影上映前還推出了推特表情符號。

### 院線重新上映
印度戲院原本因泰米爾納德邦COVID-19病例激增而關閉，《英勇讚曲》計劃2021年8月23日在印度院線重新上映，屆時戲院獲準恢復運營。此決定是在電影2021年2月在清奈沙迪亞姆電影院為清奈國際影展放映後所計劃。2D娛樂原計劃以免費發行的方式放映本片，所得利潤將交給戲院所有者。當泰米爾納德邦劇院業主協會（Tamil Nadu Theatre Owners Association，TNTOA）決定不放映最初透過串流發行的電影時，該計畫被放棄。到了2021年12月，蘇芮亞的粉絲宣布，《英勇讚曲》2021年12月中旬至2022年1月將在喀拉拉邦各地的戲院重新上映。鑑於喀拉拉邦的反響，2022年2月4日，片方恢復了在泰米爾納德邦的部分戲院重新上映的決定。

## 反響

### 評價
《英勇讚曲》獲得了外界的一致好評。為《印度教徒報》撰稿的斯里尼瓦薩·拉馬努賈姆（Srinivasa Ramanujam）表示：「導演蘇達·康加拉講述了結構嚴密的電影級傳奇，敦促我們追隨自己的夢想……下半場的緊張氣氛確實有所緩和，不知何故，劇情似乎進展得太快了，主角從意想不到的地方獲得了幫助，所幸蘇芮亞飾演的瑪拉協助整部劇保持一致。」第一郵報網站的蘭賈尼·克里希納庫瑪（Ranjani Krishnakumar）將電影評為四分半（滿分五分），並表示：「蘇達·康加拉及蘇芮亞講述了一部感人而詩意且並未神化男主角的傳記片。」The Quint網站的卡蒂克·克拉瑪魯（Karthik Keramalu）給了本片三分半的評價（滿分五分），稱其為蘇芮亞繼《政坛新秀》和《保護者》（均2019年）失利之後的「回歸」，並補充道：「《英勇讚曲》講述了比某個具體的人更有著傳奇色彩的夢想，總體而言確實到位。我不否認電影改編自G·R·戈皮納特的人生，但從他的荒誕故事中精心挑揀的可看事件卻屈指可數，導演蘇達·康加拉以足夠的毅力將這些人生碎片黏在一塊，以將一切統整合一。」
《印度時報》編輯M·蘇甘斯（M. Suganth）給予本片了三分半的評價（滿分五分），並在影評中稱：「本片從一開始，就向我們展現了資本家和官僚之間的聯繫如何壓垮任何敢於追夢之人，過了某個時段後，瑪拉必須跨越的障礙開始讓人感覺重複，讓電影稍顯過長。但最後，搭乘瑪拉飛機的普通民眾臉上洋溢著喜悅的畫面確保了電影安穩落地。」據《新印度快報》的蘇迪爾·斯里尼瓦桑（Sudhir Srinivasan）評論：「一部全面塑造角色的電影，有著深刻的對話、出色的表演以及高度的同理心與敏感度，《英勇讚曲》的確是場盛宴。也可說，本片在講述希望數百萬人上天之人的一生時，就已宣告成功了。」
《今日印度》的洛格許·巴拉錢德蘭（Logesh Balachandran）為《英勇讚曲》打出三星半（滿分五星）的評價：「敘事上尤其在中場休息之前，都有種緊張感，口人心弦。但後半部分缺乏利用電影前半的鋪陳，蘇達本可對其他航空故事進行更多研究，並將其納入劇本中。也就是說，蘇芮亞的表演可謂整部片的凝聚力。」巴拉錢德蘭補充：本片「在大銀幕上將會是部令人驚嘆的電影，為了戲院體驗而生」，但總結道「OTT的發布讓製片方獲得了更廣泛的影響力。」News18網站的高塔曼·巴斯卡蘭（Gauthaman Bhaskaran）給本片打了兩星半（滿分五星），並評論：「如果沒有顛簸，導演蘇達·康加拉的飛機會飛得更平穩。《英勇讚曲》本可能更加鼓舞人心，甚至引人入勝，但被她不必要的歌曲和情感扣了分。」 Sify網站給本片打出四星好評（滿分五星）並稱：「《英勇讚曲》的出眾歸功於精美的寫作及蘇芮亞的出色表演。」
The News Minute網站的主編索米亞·拉詹德蘭給了本片4／5的好評，並評論：「《英勇讚曲》即使沿途有些顛簸，仍是一次愉快的飛行……本片無疑是蘇芮亞長期以來的最佳演出，狀態良好的他在憤怒的年輕人、矛盾的兒子、浪漫的丈夫和咒罵的商人之間切換。」哈里查蘭·普迪佩迪（Haricharan Pudipeddi）為《印度斯坦時報》撰文稱：「《英勇讚曲》將進入年度佳片之列，可謂蘇芮亞（在拍了幾部平庸的電影之後）的重生之作，作為一個主流英雄，製作並主演不符合典型商業藝人所有條件的電影勇氣可嘉。」巴德瓦吉·蘭甘在Film Companion網站發表的影評中表示：「本片就純粹的專業精神而言，可為南方OTT領域電影最佳。」
反之，舒布拉·古普塔在為《印度快報》的撰稿中則將本片評為2／5，稱：「每當劇本需要創造取悅粉絲的時刻，《英勇讚曲》就會被高分貝的通俗劇所毀。鑑於蘇芮亞的超高人氣，此類誘惑始終存在，而本片也經常屈服於此。」

### 獎項
《英勇讚曲》受選為第78屆金球獎最佳外語片類別的十部印度電影之列。2021年1月26日，本片的執行製片人拉伊塞卡·潘迪安（Rajasekar Pandian）宣布《英勇讚曲》將報名第93屆奧斯卡金像獎，以爭取最佳男主角、最佳女主角、最佳導演、最佳原創配樂等獎項。他也表示，电影艺术与科学学院的成員可以在學院放映室看片並進行投票及提名。儘管本片也在符合提名資格的366部電影之中，但未能在投票過程中進入最終入圍名單。《英勇讚曲》登上清奈國際影展放映，也入圍上海國際影展全景單元（Panorama Section）。本片在墨爾本印度影展獲得兩項大獎，即最佳影片和最佳男主角（蘇芮亞）。而在第10屆南印度國際電影獎上的14項提名中，本片最終贏得七座獎項。《英勇讚曲》在第68屆印度國家電影獎上榮獲五項大獎：最佳故事片、最佳男主角（蘇芮亞）、最佳女主角（阿帕娜）、最佳劇本（蘇達和奈爾）及最佳配樂（普拉卡什·庫馬）。

## 影響力
2020年，據印度Twitter的一項調查報告，《英勇讚曲》的主題標籤成為該年娛樂界推文的第二多。本片也成為印度Google搜尋趨勢中搜尋次數第二多的話題，成為唯一登上在該名單中的南印度電影。截至2021年2月，《英勇讚曲》為印度Amazon Prime Video歷史上觀看次數最多的地區語言電影。

## 翻拍
《英勇讚曲》由蘇達·康加拉以印地語翻拍成《飞天之梦》。翻拍版由蘇芮亞和維克拉姆·馬霍特拉（Vikram Malhotra）製片。該片由阿克夏·庫馬與拉蒂卡·瑪丹主演，帕萊什·拉瓦爾再次飾演自己的角色；蘇芮亞客串演出。G·V·普拉卡什·庫馬被聘請譜寫全新配樂。《飞天之梦》2024年7月12日在印度院線上映。

## 外部連結
- 互联网电影数据库（IMDb）上《英勇讚曲》的资料（英文）